# 西衛宸威殿
西衛宸威殿，初作宸威廟，台灣澎湖縣馬公市廟宇，西衛里公廟，主祀玄天上帝，隸屬東西澳角頭廟，媽宮三甲七保之一，亦為澎湖天后宮交陪廟成員。法師流派為「普庵派」之「玉皇勅令雷令支派」。:60–62

## 沿革
西衛地名源自為軍事據點，可追溯至明鄭東寧王國時期，鄭成功攻佔澎湖之後，任命將領張在戌守媽宮港西北後方的港口，故稱「西衛」，清領時期後延續此名迄今，隸屬「東西澳」管轄，而有清澎湖廳十三澳之「東西澳」澳名，便係取自「東衛」和「西衛」兩處媽宮港後方的防守據點地名之故。
西衛宸威殿開基年份不詳，據傳為康熙38年（1699年）八月間所建，初奉劉府元帥。乾隆25年（1760年）廟宇重建，增祀池府王爺、配奉池夫人像，始改稱「宸威廟」。乾隆56年（1791年），宸威廟新雕真武大帝軟身像，並奉為鎮殿主神，升「宸威廟」為「宸威殿」。西衛宸威殿復於嘉慶十年（1805年）進行第二次重修；同治三年（1864年）進行第三次重修，並於翌年仲春落成，該次為宸威殿在清領時期最後一次重修紀錄。
日治時期初期，日本政府推行戒鴉片煙運動，澎湖地區透過媽宮一新社的鸞堂信仰大力響應，不乏有請神明敕賜甘露水、協助百姓戒除鴉片煙癮之情事，西衛宸威殿遂於明治34年（1901年）間，新雕鸞堂主神文衡聖帝金身（另雕真武二帝），響應一新社「清水解煙毒」之舉，並於寺廟東廂增祀觀音佛祖像，供女信徒誦經修行。明治42年（1909年），西衛宸威殿重修擴建，特迎王船，恭請代天巡狩的白、秦、朱、溫、趙五府千歲入殿；大正13年（1924年），王駕恭送離去後，又增祀白王爺金身供奉。
二戰結束後，西衛宸威殿於民國53年（1964年）再起重建，重建之時，宸威殿內神明暫移至西衛金龍殿福善堂奉祀。民國90年（2001年），西衛宸威殿老舊傾圯，里民再起集資重建之議，遂成立重建委員會，並聘請高雄市金城寺廟設計事務所負責設計監造、洪添來承造，同年九月神明出火，移奉至西衛里活動中心，後拆廟夷平，另起新廟，於民國92年（2003年）10月22日竣工、10月30日入火安座，廟身坐北朝南，即為今貌。

## 分火
民國37年（1948年），移居高雄市苓雅區的西衛里民陳祐返澎，求取西衛宸威殿真武二帝香火，並雕鑄金身於家中奉祀，民國39年（1950年）其他旅高雄的鄉親商議之下，決議集資建廟，民國41年（1952年）起建「高雄宸威殿」，並於同年農曆三月初三入火安座，廟址位於高雄市新興區南華路127號。民國77年（1988年）、民國91年（2002年）間另有重建紀錄。

## 圖輯

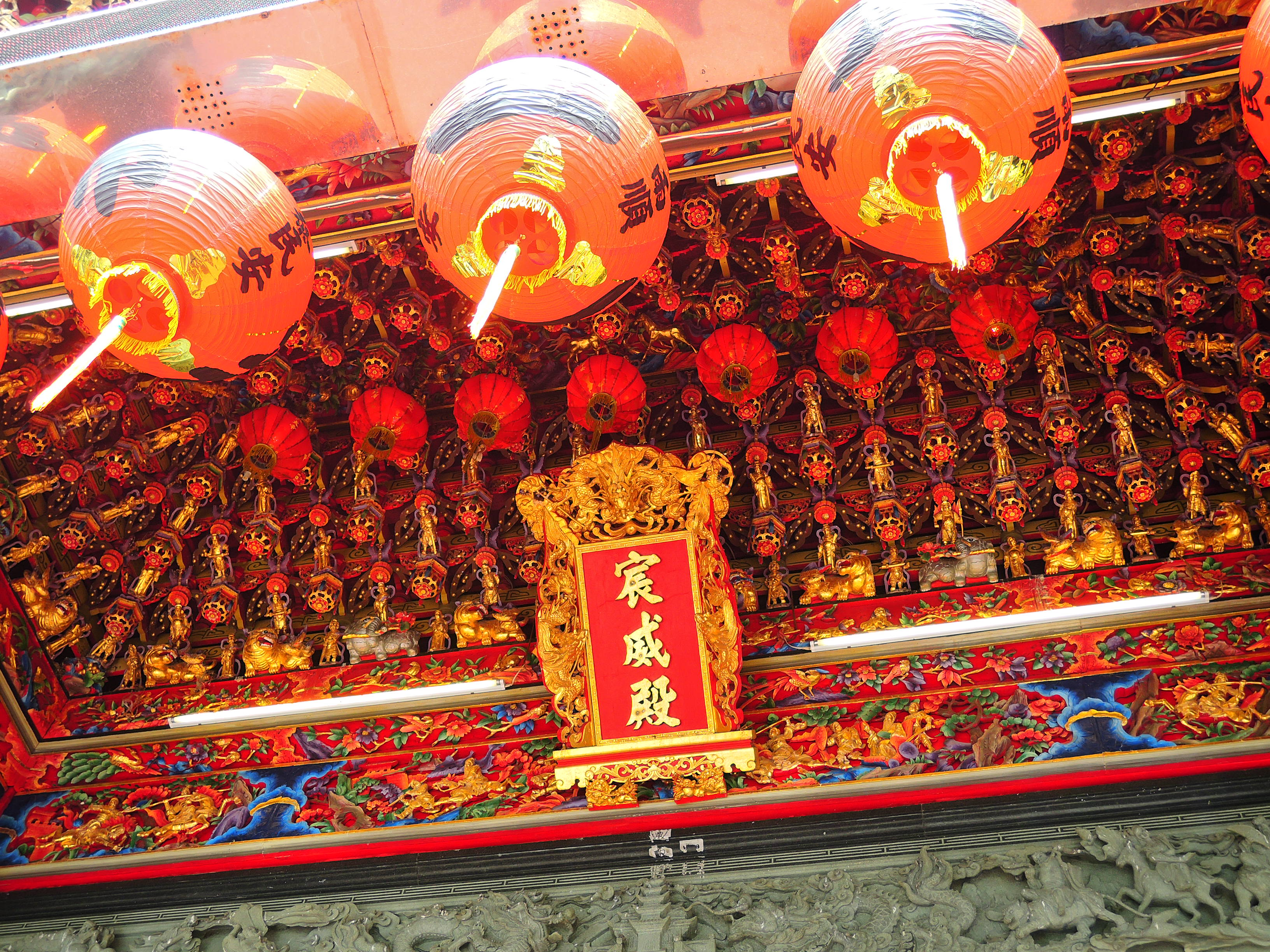
聖旨牌
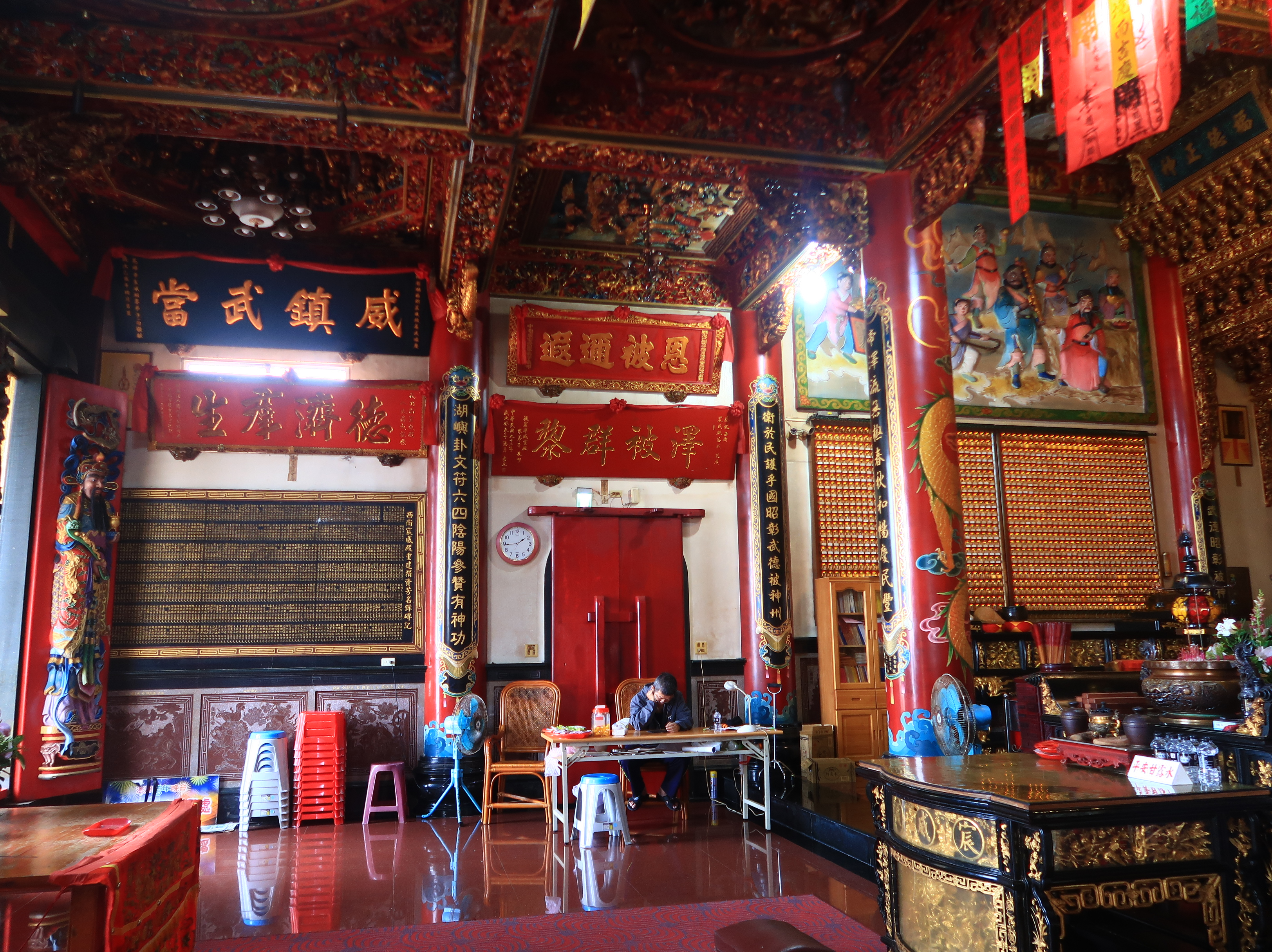
神明廳
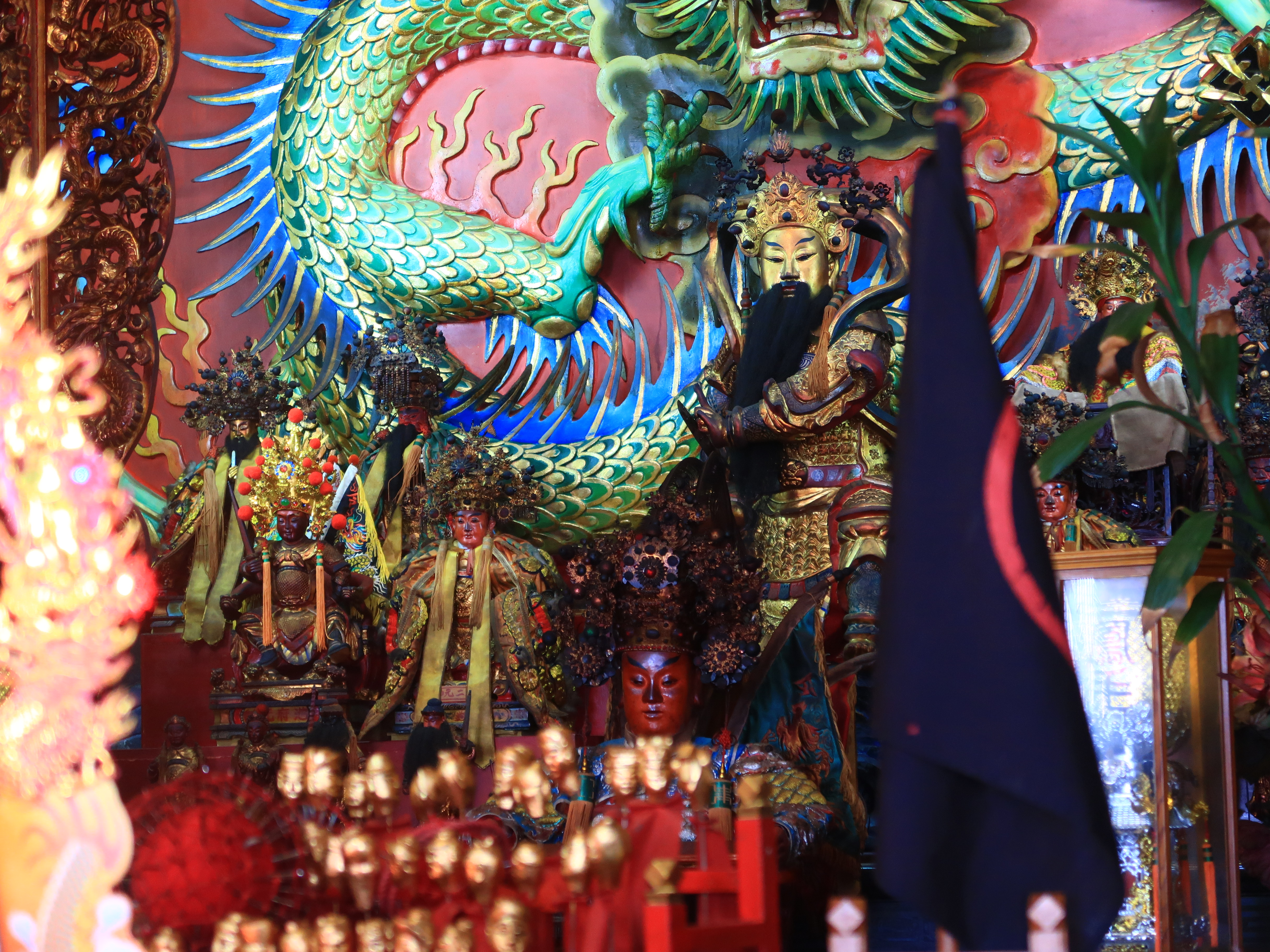
玄天上帝像
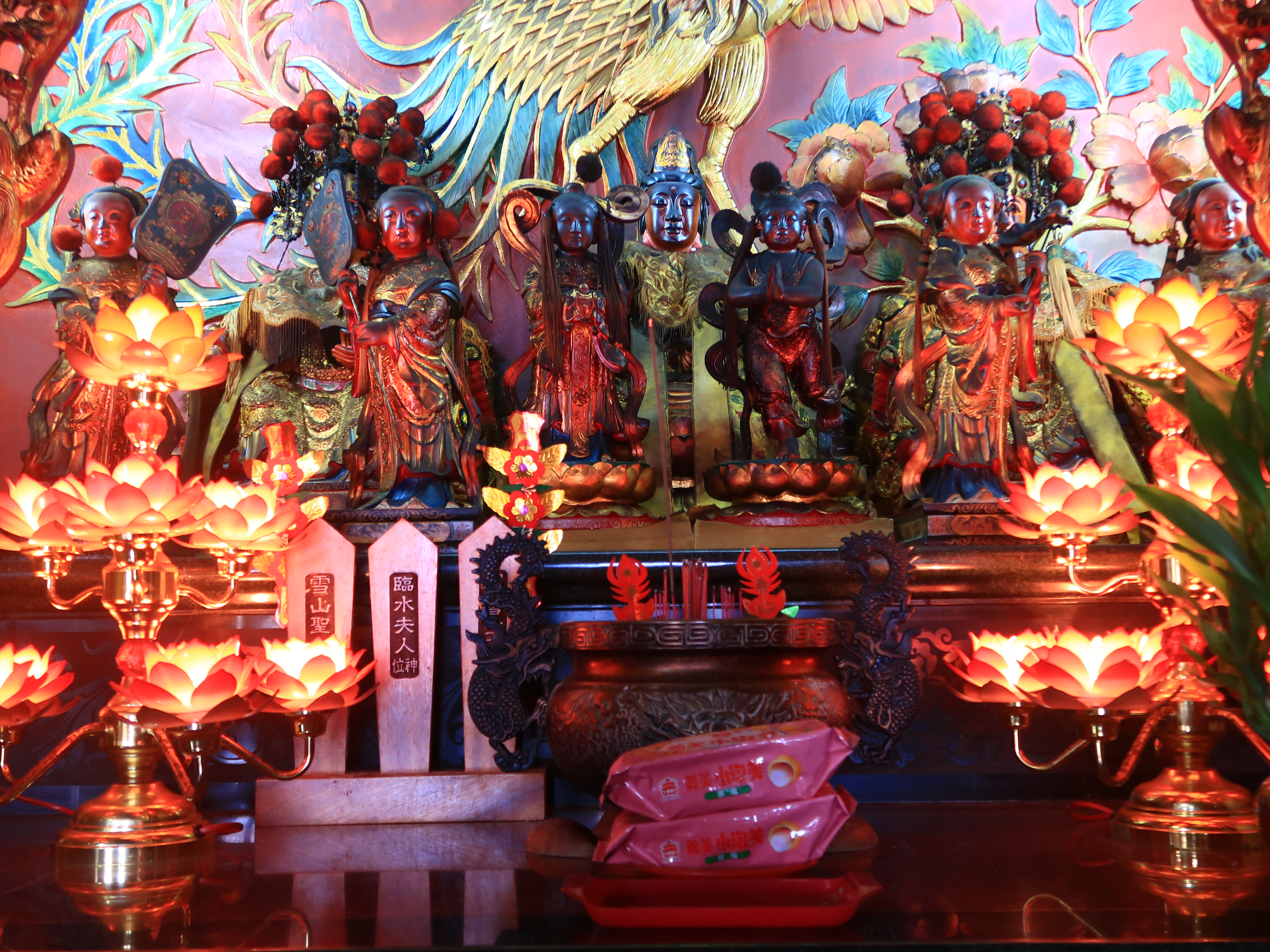
臨水夫人、雪山聖者等
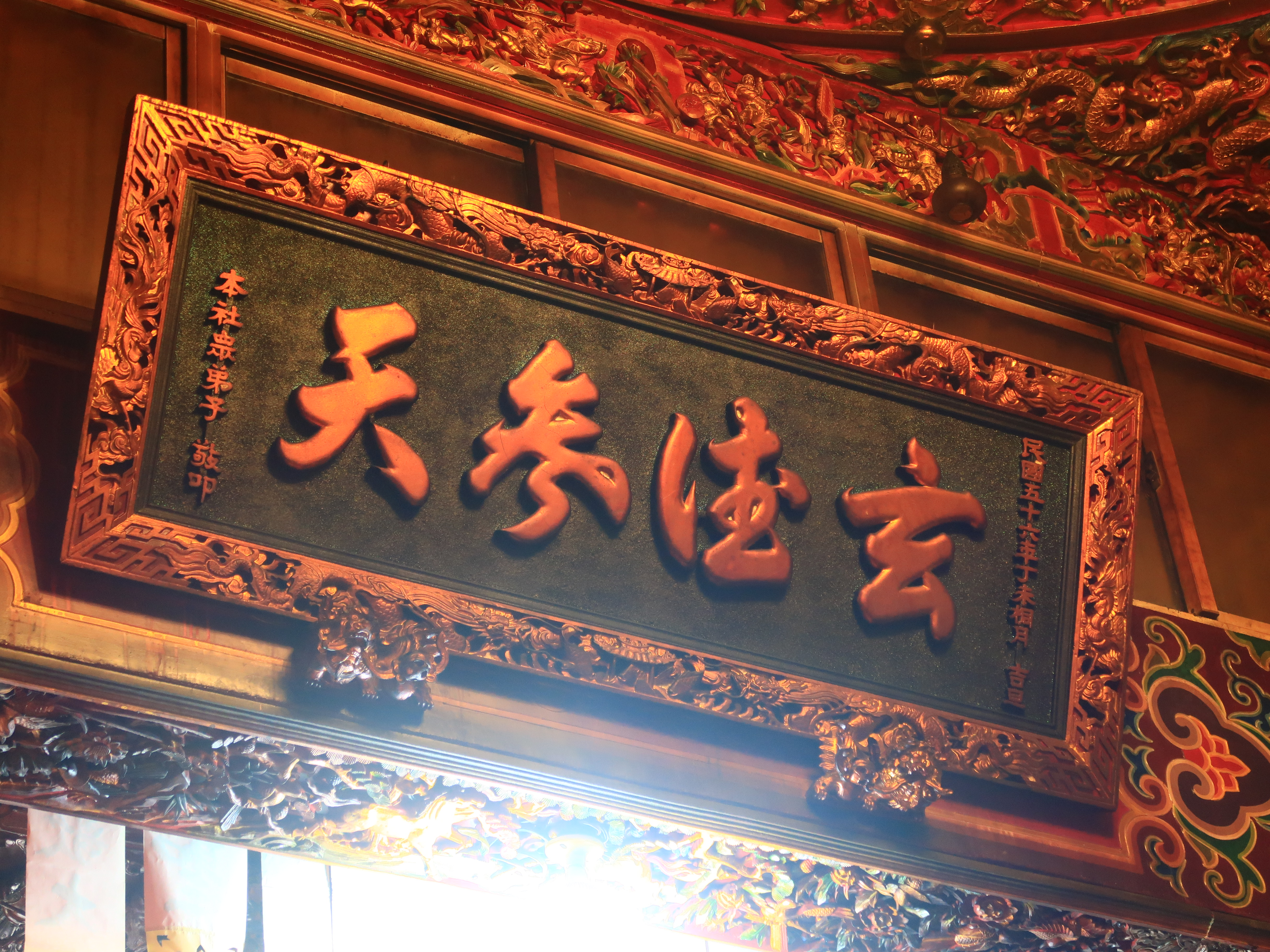
玄法參天匾
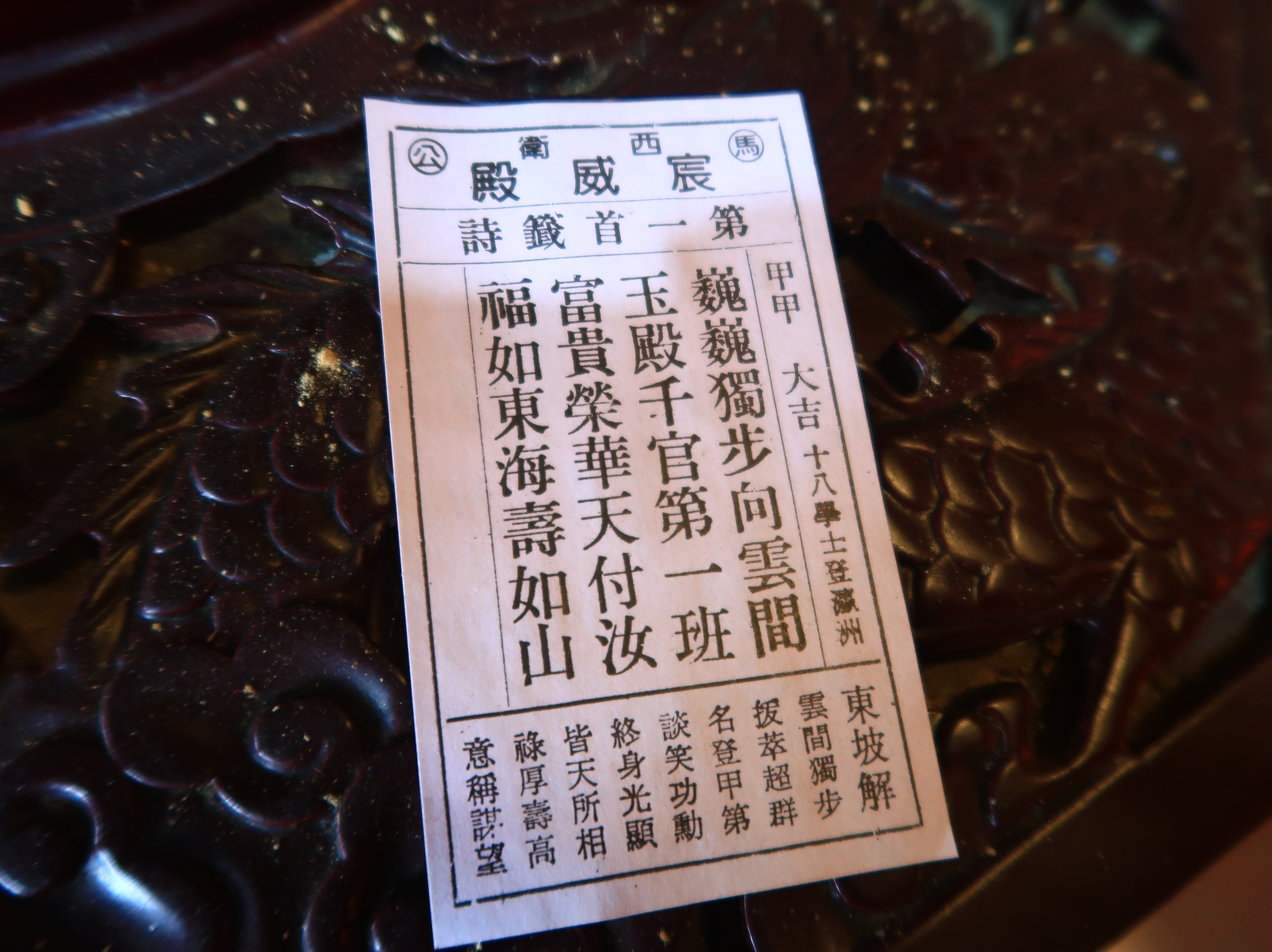
雷雨師籤詩
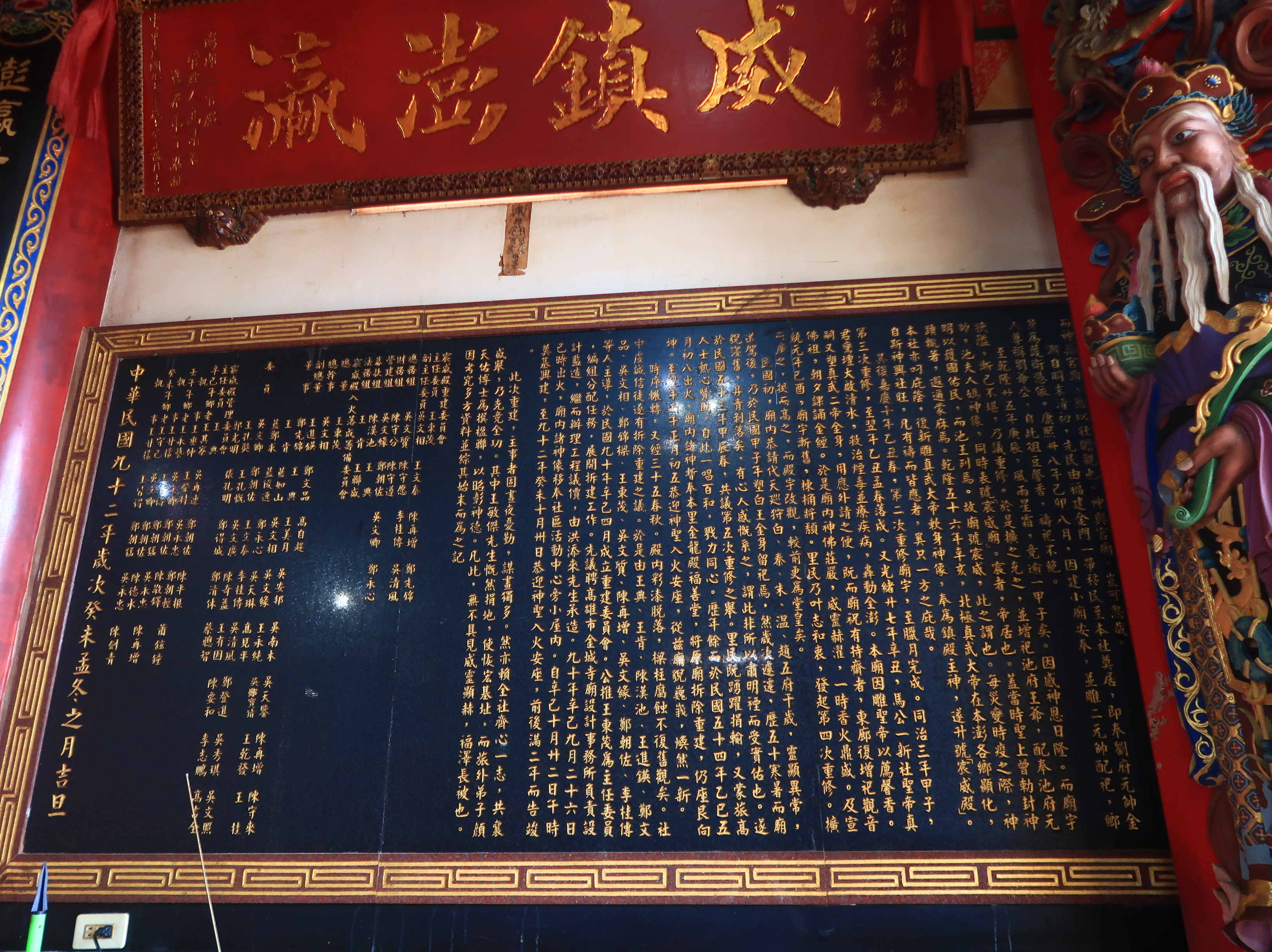
重建沿革碑記